# جون غوردون دراموند كامبل
جون غوردون دراموند كامبل (بالإنجليزية: John Gordon Drummond Campbell)‏ هو سياسي بريطاني (وحمل سابقاً جنسية المملكة المتحدة لبريطانيا العظمى وأيرلندا)، ولد في 15 فبراير 1864، وتوفي في 11 يناير 1935. حزبياً، نشط في حزب المحافظين. في الانتخابات العمومية البريطانية 1918 ‏، انتخب عضو برلمان المملكة المتحدة الـ31 عن دائرة Kingston-upon-Thames (UK Parliament constituency) ‏ (14 ديسمبر 1918 – 26 أكتوبر 1922).